# Marian Anderson

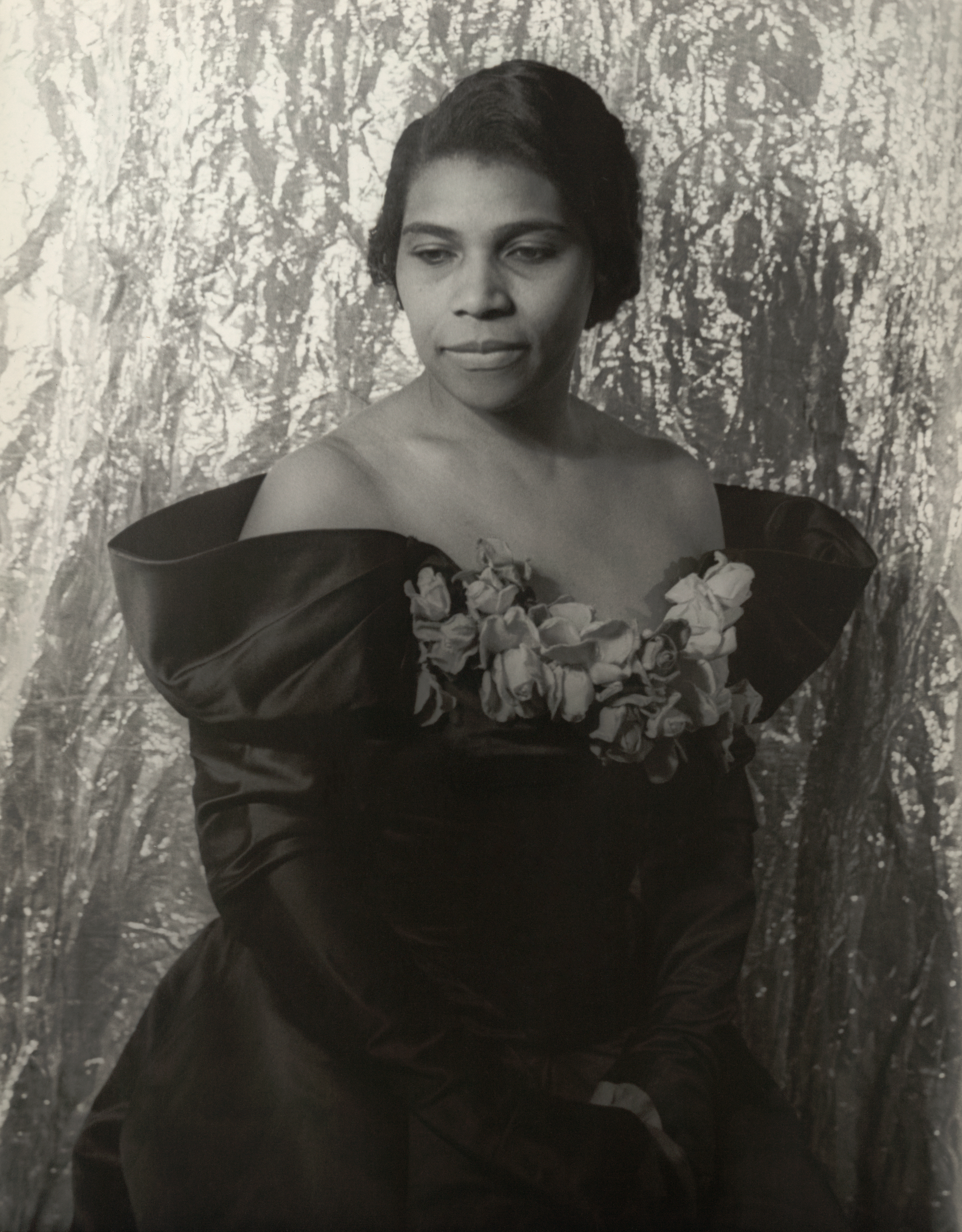
Marian Anderson, Fotografie von Carl van Vechten, aus der Van Vechten Collection der Library of Congress, 14. Januar 1940

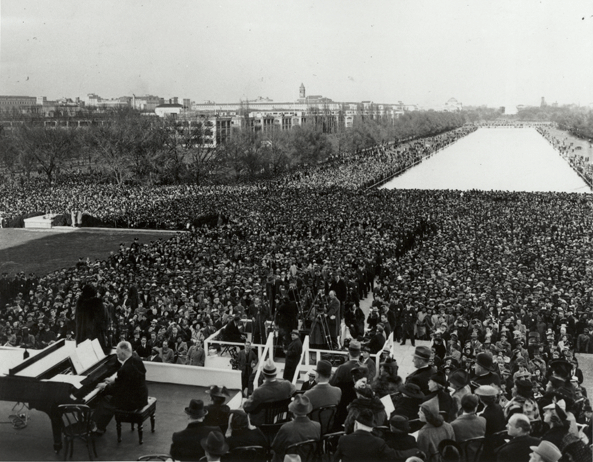
Marian Anderson bei ihrem Konzert am Lincoln Memorial

Marian Elina-Blanche Anderson (* 27. Februar 1897 in Philadelphia, Pennsylvania; † 8. April 1993 in Portland, Oregon) war eine US-amerikanische Opernsängerin in der Stimmlage Alt.

## Leben
Marian Anderson, Tochter eines Stückeis- und Kohlenhändlers sowie einer Lehrerin, sang schon als Sechsjährige im baptistischen Kirchenchor von Philadelphia mit. Sie erhielt aber erst ab ihrem 17. Lebensjahr eine richtige musikalische Ausbildung. Eine ihrer Lehrerinnen war die Altistin und Mezzosopranistin Mme. Charles Cahier. 1925 gewann sie unter 300 Bewerbern den ersten Preis eines Gesangswettbewerbes und durfte daraufhin mit dem New York Philharmonic Orchestra auftreten. Anfang der 1930er Jahre ging sie auf Europatournee und trat in Orten wie Berlin, London und Paris sowie in Spanien, Polen, Italien, Lettland und Russland auf. Über ihren Auftritt im Rahmen der Salzburger Festspiele am 28. August 1935 schrieb die Presse begeistert:

„Eine prachtvolle Stimme, ernst und seelenhaft, von einer strahlenden Helligkeit, bei der man wenig von dem, was man Technik nennt, merkt. Sie singt mit einer Stimme, die nichts anderes ist als der Ausdruck tiefsten Empfindens. Ihre Stimme geht als dunkler Alt tief hinab und reicht verwunderlich hoch hinauf als heller Sopran, wenn sie auch vom hohen F an an Volumen verliert; und sie ist dabei immer von stärkster dramatischer Wirkung, ihr Umfang und Farbenwechsel ist erstaunlich. Miss Anderson, besonders begabt für spirituale Gesänge, bringt darin einen fast unübertrefflichen Gefühlsausdruck auf. Sie sang Schuberts ‚Ave Maria‘ in Aufbau und Innigkeit schlechthin vollendet. ‚Der Tod und das Mädchen‘ wirkte erschütternd. Prachtvoll in Stil waren Gesänge von Händel und Scarlatti. In Mahlers ‚Urlicht‘, der ‚Libelle‘ des Finnen Sibelius zeigte sie sich als internationale Sängerin. […] Diese Stimme zu hören war ein wahres Erlebnis; das bewies die bis zur Ekstase gesteigerte Stimmung des Publikums, das dem würdevollen und anmutigen jungen Mädchen wirklich dankbaren Applaus entgegenbrachte und den vollbesetzten Saal des Mozarteums nicht verlassen wollte. Es war ein hochinteressanter Abend, eine Besonderheit der heurigen Salzburger Festspiele […].“

Sie sang unter anderem auch vor Monarchen von Norwegen, Schweden, England und Dänemark. Der Komponist Jean Sibelius und der Dirigent Arturo Toscanini, der einige Konzerte für sie dirigierte, priesen ihre Stimme als Jahrhundertbegabung. Als ihr – einer Afroamerikanerin – der Dirigent Bruno Walter für ein Wiener Konzert von Brahms’ Alt-Rhapsodie am 17. Juni 1936 die Solopartie übertrug, erhielt er eine Morddrohung. Das Konzert fand trotzdem statt.
1939 verhinderte die konservative Frauenvereinigung Daughters of the American Revolution („Töchter der Amerikanischen Revolution“) einen geplanten Bühnenauftritt von Anderson in der Constitution Hall von Washington, D.C. wegen ihrer Hautfarbe. Daraufhin trat Eleanor Roosevelt, Ehefrau des damaligen Präsidenten Franklin D. Roosevelt, aus Protest gegen diese Rassendiskriminierung aus der Organisation aus. Die Roosevelts organisierten in der Folge am Ostersonntag, dem 9. April 1939, vor dem Lincoln Memorial ein Open-Air-Konzert, an dem rund 75.000 Menschen teilnahmen.
Am 7. Januar 1955 trat Marian Anderson als Ulrica in Verdis Oper Un ballo in maschera als Solistin der Metropolitan Opera in New York City als erste afroamerikanische Sängerin auf.
1957 wurde Marian Anderson in die American Academy of Arts and Sciences gewählt. 1958 vertrat sie als Abgesandte die USA bei den Vereinten Nationen. 1961 sang sie während der Amtseinführung John F. Kennedys als Zeichen der beabsichtigten Gleichstellung der Afroamerikaner die Nationalhymne. 1963 sang sie auf dem Marsch auf Washington "He’s Got the Whole World in His Hands". Im selben Jahr verlieh ihr Kennedy die Presidential Medal of Freedom (Freiheitsmedaille). 1965 beendete Marian Anderson ihre Karriere und lebte zurückgezogen mit ihrem Ehemann, dem Architekten Orpheus Fischer, auf einer Farm in Connecticut. 1970 wurde sie mit der Ehrendoktorwürde der Michigan State University ausgezeichnet. 1978 bekam sie die Congressional Gold Medal des US-Kongresses und den Kennedy-Preis, 1986 die National Medal of Arts und 1991 den Grammy Lifetime Achievement Award für ihr Lebenswerk.
Marian Anderson war auch eine bemerkenswerte Liedsängerin. Ihr Klavierbegleiter war in den Jahren 1940 bis 1965 der deutsch-amerikanische Pianist Franz Rupp.
Das Marian Anderson House trägt ihren Namen.

## Diskographische Hinweise
Marian Anderson nahm von 1928 bis 1938 für das Label HMV (heute Warner Classics) und von 1923 bis 1966 für RCA Victor (heute Sony Classical) auf. Ihre kommerziell erschienenen Aufnahmen sind in folgenden Gesamtausgaben dokumentiert:
- The Art of Marian Anderson: Arias, Songs and Spirituals (Recorded 1928-1938) (The HMV Treasury) (EMI, ed. 1986). Transfers von 78rpm und Remastering: Keith Hardwick[13]
- Marian Anderson-Beyond the Music: Her Complete RCA Victor Recordings (Sony Classical, ed. 2021). Produzent: Robert Russ, Transfers von 78rpm und Analogbändern und Remastering: Jennifer Nulsen, Nancy Conforti und Andreas K. Meyer[14]